# Osericana
Osericana là một chi bướm đêm thuộc họ Erebidae.